# M16
M16, oficiálně označená jako Rifle, Caliber 5.56 mm, M16, je řada vojenských útočných pušek vyvinutých z pušky ArmaLite AR-15 pro ozbrojené síly Spojených států. Původní M16 byla automatická puška ráže 5,56 mm s zásobníkem na 20 nábojů.
V roce 1964 vstoupila M16 do služby u americké armády a následující rok byla nasazena do bojových operací v džungli během války ve Vietnamu. V roce 1969 nahradila varianta M16A1 pušku M14 a stala se standardní služební puškou americké armády. Vylepšení M16A1 zahrnují uzamčení rotačním závorníkem, pochromovanou hlaveň a zásobník na 30 nábojů.
V roce 1983 přijala americká námořní pěchota variantu M16A2 a americká armáda ji přijala v roce 1986. M16A2 používá vylepšený náboj 5,56 × 45 mm NATO (M855/SS109), má novější nastavitelné hledí, deflektor pouzdra, těžkou hlaveň (heavy barrel), vylepšené předpažbí, pistolovou rukojeť a větší pažbu, stejně jako volič režimu střelby na poloautomat nebo dávku tří ran. M16A4, přijatá v červenci 1997, je čtvrtou generací řady M16. Je vybavena odnímatelnou rukojetí pro přenášení a Picatinny lištou pro montáž optiky a dalších pomocných zařízení.
M16 byla také ve velkém přijata do výzbroje jinými ozbrojenými silami po celém světě. Celosvětová produkce M16 dosáhla přibližně 8 milionů kusů, což z ní činí jednu z nejprodukovanějších střelných zbraní ráže 5,56 mm. Americká armáda v prvoliniových bojových jednotkách z velké části M16 nahradila kratší a lehčí verzí - karabinou M4.
Vietkongem byla M16 nazývána „Černá puška“ (anglicky „Black rifle“).

## Historie
V roce 1928 provedla ‚Caliber Board‘, sekce americké armády, palebné testy v zařízení Aberdeen Proving Ground a doporučila přechod na náboje menší ráže, přičemž zmínila zejména ráži 0,27 palce (6,86 mm). Z velké části v úctě k tradici bylo toto doporučení ignorováno a armáda na dalších 35 let označila ráži 0,30 in (7,62 mm) za „plnou velikost“. Po druhé světové válce začala armáda Spojených států hledat jedinou automatickou pušku, která by nahradila M1 Garand, karabiny M1/M2, M1918 Browning Automatic Rifle, M3 „Grease Gun“ a samopal Thompson. Nicméně rané experimenty s vybranými verzemi M1 Garand ukázaly se zklamáním. Během korejské války výběrová karabina M2 nahradila z velké části samopal v amerických službách a stala se nejpoužívanější variantou karabiny. Nicméně bojové zkušenosti naznačovaly, že náboj .30 Carbine je nedostatečný. Američtí konstruktéři zbraní dospěli k závěru, že je nutný přechodný náboj, a doporučili náboj malé ráže s vysokou rychlostí.
Avšak vysocí američtí velitelé, kteří čelili fanatickým nepřátelům a zažili velké logistické problémy během druhé světové války a války v Koreji, trvali na tom, aby byl vyvinut jediný, výkonný náboj ráže .30, který by mohl používat nejen nová automatická puška, ale nový univerzální kulomet (GPMG) v souběžném vývoji. To vyvrcholilo vývojem náboje 7,62 × 51 mm NATO.
Americká armáda poté začala testovat několik pušek, které by nahradily zastaralou M1. T44E4 ze Springfield Armory a těžší T44E5, které byly v podstatě aktualizované verze M1 komorované pro nový náboj 7,62 mm, zatímco Fabrique Nationale předložila svou FN FAL jako T48. ArmaLite vstoupila do soutěže pozdě a na podzim roku 1956 narychlo předložila několik prototypových pušek AR-10 k testování do Springfield Armory americké armády. AR-10 se vyznačovala inovativním designem hlavně/pažba s přímou linií, kovanými pouzdry závěru z hliníkové slitiny a pažbami z fenolických kompozitů. Měla robustní vyvýšená mířidla, nadrozměrný hliníkový tlumič plamene a úsťovou brzdu a nastavitelný plynový systém. Konečný prototyp se vyznačoval horním a spodním pouzdrem závěru s dnes již známým pantem a rozbornými čepy a nabíjecí rukojeť byla na horní straně pouzdra závěru umístěného uvnitř rukojeti. Na pušku pro náboj 7,62 mm byla AR-10 neuvěřitelně lehká, prázdná vážila jen 6,85 lb (3,11 kg). Počáteční komentáře testovacího personálu Springfield Armory byly příznivé a někteří ze zkoušejících poznamenali, že AR-10 byla nejlepší lehká automatická puška, kterou kdy Armory testovala. Nakonec si americká armáda vybrala T44, pojmenovanou jako puška M14, což byla vylepšená M1 Garand se zásobníkem na 20 nábojů a schopností automatické palby. USA také přijaly univerzální kulomet M60 (GPMG). Partneři v NATO přijali pušky FN FAL a HK G3, stejně jako FN MAG a Rheinmetall MG3.
V rané fázi vietnamské války přišly první střety mezi AK-47 a M14. Zprávy z bitevního pole naznačovaly, že M14 byla neovladatelná v plně automatickém režimu a že vojáci nemohli nést dostatek munice k udržení palebné převahy nad AK-47. A i když karabina M2 nabízela vysokou rychlost palby, byla nedostatečná a AK-47 ji nakonec předčila. Bylo zapotřebí náhrady: prostředník mezi tradiční přednost vysoce výkonných pušek jako M14 a lehkou palebnou silou karabiny M2.
V důsledku toho byla armáda nucena přehodnotit žádost generála Willarda G. Wymana z roku 1957, velitele amerického velitelství kontinentální armády (CONARC), aby vyvinula pušku ráže 0,223 palce (5,56 mm) o hmotnosti 6 lb (2,7 kg) při nabití 20ranným zásobníkem. Střela ráže 5,56 mm musela proniknout standardní americkou přilbou na 500 yardů (460 metrů) a udržet si rychlost nad rychlostí zvuku, přičemž se vyrovnala nebo překonala ranivost náboje .30 Carbine.
Tento požadavek nakonec vyústil ve vývoj zmenšené verze Armalite AR-10, která dostala název ArmaLite AR-15. AR-15 poprvé představil Eugene Stoner ve Fort Benning v květnu 1957. AR-15 používala náboje ráže .22, které se destabilizovaly, když zasáhly lidské tělo, na rozdíl od nábojů .30, které obvykle procházely v přímé linii. Menší ráže znamenala, že mohla střílet v automatickém režimu díky sníženému tahu závěru a volnému zpětnému rázu. S téměř třetinovou hmotností ráže .30 mohl voják udržet palbu déle se stejnou zásobou střeliva. Díky konstrukčním inovacím mohla AR-15 vystřelit 600 až 700 ran za minutu s extrémně nízkou rychlostí rušení. Díly byly raženy, nebyly ručně opracovány, takže mohly být sériově vyráběny. Pažba byla plastová, čímž se snížila hmotnost.
V roce 1958 provedlo armádní oddělení Combat Developments Experimentation Command experimenty s malými četami v bojových situacích s použitím M14, AR-15 a dalších pušek navržené Winchesterem. Výsledná studie doporučila použití lehké pušky jako AR-15. V reakci na to armáda prohlásila, že všechny pušky a kulomety by měly používat stejnou munici a objednala plnou výrobu M14. Zastánci AR-15 si však získali pozornost náčelníka štábu letectva generála Curtise LeMaye. Po testování AR-15 s municí vyráběnou Remingtonem, kterou Armalite a Colt doporučovali, letectvo prohlásilo, že AR-15 je jeho „standardní model“ a objednalo 8 500 pušek a 8,5 milionu nábojů. Obhájci AR-15 v agentuře Defence Advanced Research Projects Agency získali od letectva 1000 AR-15 a odeslali je k otestování jihovietnamské armádě (ARVN). Vojáci Jižního Vietnamu vydali zářivé zprávy o spolehlivosti zbraně, zaznamenali nula rozbitých dílů při vystřelení 80 000 nábojů v jedné fázi testování a vyžadovali pouze dva náhradní díly pro 1 000 zbraní během celého průběhu testování. Zpráva o experimentu doporučila, aby USA poskytly AR-15 jako standardní pušku jihovietnamské armádě, ale admirál Harry Felt, tehdejší vrchní velitel tichomořských sil, doporučení na radu americké armády odmítl.
V průběhu let 1962 a 1963 americká armáda AR-15 rozsáhle testovala. Pozitivní hodnocení zdůrazňovala její lehkost, „letalitu“ a spolehlivost. United States Army Materiel Command však kritizovalo její nepřesnost na delší vzdálenosti a nedostatek průbojné síly na větší vzdálenosti. Začátkem roku 1963 americké speciální síly požádaly a dostaly povolení, aby se z AR-15 stala standardní zbraň. Mezi další uživatele patřily vojenské výsadkové jednotky ve Vietnamu a některé jednotky přidružené k Ústřední zpravodajské službě. Jakmile další jednotky přijímaly AR-15, nařídil ministr pro armádu Cyrus Vance vyšetřování, proč byla zbraň armádou odmítnuta. Výsledná zpráva zjistila, že Army Materiel Command zmanipulovalo předchozí testy, vybralo testy, které by upřednostnily M14, a vybralo M14 jako zápas proti AR-15 hned „po vybalení“. V tomto bodě byly byrokratické bitevní linie dobře definované, přičemž armádní zbrojní agentury byly proti AR-15 a letectvo a civilní vedení ministerstva obrany ve prospěch AR-15.
V lednu 1963 ministr obrany Robert McNamara dospěl k závěru, že AR-15 je nadřazený zbraňový systém a nařídil zastavit výrobu M14. Koncem roku 1963 zahájilo ministerstvo obrany hromadné nákupy pušek pro letectvo a speciální armádní jednotky. Ministr McNamara určil armádu jako dodavatele zbraně s ministerstvem, což umožnilo armádnímu arzenálu upravit zbraň, jak si přáli. První modifikací bylo přidání „ručního šroubového uzávěru“, umožňujícího vojákovi vypálit střelu, pokud se zasekla. Letectvo, které pušku kupovalo, a námořní pěchota, která ji testovala, se proti tomuto přidání ohradily, přičemž letectvo poznamenalo: „Během tří let testování a provozu pušky AR-15 za všech typů podmínek letectvo nemá žádné záznamy o poruchách, které by mohly být opraveny ručním uzavíracím zařízením." Také poznamenali, že uzávěr přidal na hmotnosti a složitosti, čímž snížil spolehlivost zbraně. Plukovník Harold Yount, který řídil armádní zakázky, později uvedl, že uzávěr byl přidán na pokyn vyššího vedení, nikoli jako výsledek jakékoli stížnosti nebo výsledku testu, a svědčil o důvodech: „M-1, M-14, a karabina měla vždy něco, na co mohl voják tlačit, což by pro něj možná bylo uklidňující nebo tak něco.“
Po úpravách byla nová přepracovaná puška následně přijata jako puška M16:
(M16) byla mnohem lehčí ve srovnání s M14, kterou nahradila, což nakonec umožnilo vojákům nést více munice. Vzduchem chlazená, plynem ovládaná útočná puška napájená zásobníkem byla vyrobena z oceli, hliníkové slitiny a kompozitních plastů a na svou dobu byla skutečně nejmodernější. Zbraň, navržená s plně a poloautomatickými schopnostmi, zpočátku nereagovala dobře na mokré a špinavé podmínky, někdy se dokonce zasekla v boji. Po několika drobných úpravách si však zbraň získala oblibu mezi vojáky na bojišti.

Navzdory svým raným selháváním se M16 ukázala jako revoluční návrh a je nejdéle nepřetržitě sloužící puškou v historii americké armády. Byla přijata mnoha americkými spojenci a náboj 5,56 × 45 mm NATO se stal nejen standardem NATO, ale „standardním nábojem do útočné pušky ve velké části světa.“ To také vedlo k vývoji malorážových rychlopalných služebních pušek každou velkou armádou na světě. Je to měřítko, podle kterého jsou ostatní útočné pušky posuzovány.

## Konstrukce

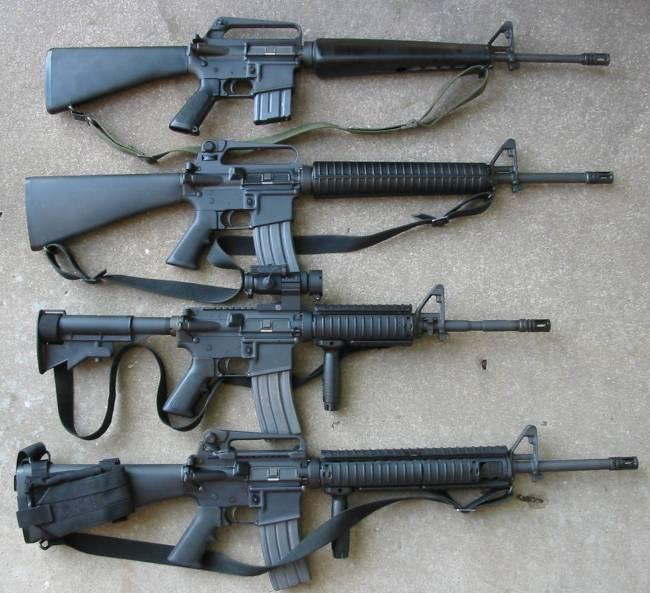
M16A1, M16A2, M4, M16A4 (shora dolů)

Zbraň používá systém uzamčení rotačním závorníkem ovládaným tlakem prachových plynů odebíraných z hlavně. Zbraň se skládá z pouzdra závěru (horní část – upper receiver) ve kterém je zašroubovaná hlaveň a rámu zbraně obsahující spoušťový mechanismus, rukojeť a šachtu zásobníku. Zde je také namontovaná pažba. Vratná pružina je umístěna v hlavišti pažby, což lze považovat za rozporuplný konstrukční detail, protože toto brání aplikaci sklopné ramenní opěrky a taktéž se vibrace stlačování vratné pružiny přenáší do tváře střelce.

## Střelivo
Zbraň používá náboje 5,56 × 45 mm NATO (.223 Remington). V prvních verzích byl použit zásobník na 20 nábojů, zásobníky na 30 nábojů byly plánovány i původně. Měly však četné výrobní vady, které byly převážně ve špatných pružinách. Je možné i vzácně vidět speciální 50nábojové zásobníky, ale většina vojáků nabíjela pouze 18 nábojů, protože při plném nabití měla zbraň tendenci se zasekávat z důvodu špatné pružiny na posunování nábojů v zásobníku. Později se začaly používat zásobníky na 30 nábojů poté, co byly odstraněny konstrukční vady. 30ranné zásobníky je možné spatřit na některých fotografiích z vietnamského konfliktu.

## Varianty
První verze byly nespolehlivé (kvůli špatné munici) a američtí vojáci je odmítali, proto je u těchto zbraní také druhotné označení:
- XM1-E1 (AR-15) byla experimentální verze, která však měla problém se zasekáváním závěru.
- M16A1 u této verze byla přidána páčka na ruční dovření závěru, měla hladké předpažbí. Byla hojně používána ve Vietnamu, kde byla protějškem AK-47.
- M16A2 je novější verze (používaná až po „Vietnamu“), která má drážkované předpažbí a zásobník na 30 nábojů; umožňuje střelbu po tříranných dávkách (M16A2 mají i modifikaci na plně automatický režim). Zároveň byla modifikována těžší hlavní umožňující střílet účinnější municí (SS-109).
- M16A3 se od předchozí verze liší pouze rychle odnímatelnou transportní rukojetí pro rychlejší nasazení kolimátoru či optiky (rukojeť je nasazena na tak zvanou R.I.S. lištu). Nestřílí tříranné dávky, ale automaticky.
- M16A4 upraven vnitřní mechanizmus pro vyšší odolnost proti okolním vlivům (písek, bláto…) a přidána R.I.S. předpažbí.

Rozdíly mezi označením AR-15, XM-16 (XM16E1) a M16A1 jsou následující. AR-15 je konstrukční název, dodnes však používaný u označení civilní verze této zbraně (u civilní verze není automatický režim, zbraň je pouze poloautomatická). XM16E1 je označení pro experimentální model M16 a E1 znamená první experimentální úprava. Po schváleni modifikací se písmeno X vypouští a E je nahrazeno písmenem A. Tedy název XM16E1 se po schválení promění na M16A1.

## Další varianty

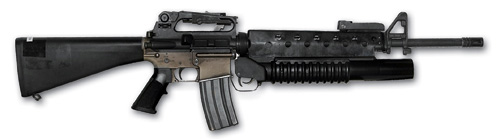
M16 s podvěšeným granátometem M203

Speciální jednotky používaly její zkrácenou variantu XM177E1 neboli Colt Commando (také označovanou jako CAR-15, což je však matoucí, protože tak se nazýval i experimentální model), vyznačující se kratší hlavní a výsuvnou pažbou (tato zbraň byla jakýsi předchůdce M4). Obě zbraně používají Picatinny lištu pro uchycení přídavných zařízení jako laserový zaměřovač, granátomet M203 (jako první využit experimentální granátomet XM148), taktické předpažbí nebo optické zaměřovače. Colt M4, další standardní zbraň amerických ozbrojených sil, je stejný princip zbraně AR-15, kde se odlišuje délka hlavně.